# 张鸣 (1957年7月)
张鸣（1957年7月—），辽宁东沟人。汉族。南京陆军指挥学院作战指挥专业研究生学历，军事学硕士学位。中国人民解放军少将军衔。
曾任中国人民解放军总参谋部作战部副部长、中国人民解放军总参谋部陆军航空兵部部长、中国人民解放军战略规划部部长等职。2014年12月，任济南军区参谋长。
2013年，当选为第十二届全国人大代表。2016年7月，因严重违纪违法，辞去第十二届全国人民代表大会代表职务。